# Дудін Віталій Миколайович
Віта́лій Микола́йович Ду́дін (нар. 25 червня 1987, Київ, УРСР, СРСР) — український громадський і політичний діяч, юрист, фахівець у галузі трудового права. Голова ради громадської організації «Соціальний рух» (2016–2024), член Громадської ради при Державній службі України з питань праці. Часто коментує питання трудових прав у ЗМІ та пише аналітичні статті з цієї тематики. Автор гасла «Бунтуй! Кохай! Права не віддавай!».

## Життєпис
Народився 25 червня 1987 року в Києві. У 2004 році вступив до Київського національного економічного університету, який закінчив у 2009 році за спеціальністю «Правознавство» (магістр з правового регулювання економіки). 2019 року захистив дисертацію на ступінь кандидата юридичних наук на тему «Диференціація правового регулювання трудових відносин в Україні та державах ЄС». 
З лютого 2008 року до серпня 2010 року Дудін працював журналістом газети «Юридичний вісник України», а з вересня 2010 року до березня 2011 року  ― на сайті «Багнет» як позаштатний журналіст. Працював провідним фахівцем відділу комунікацій Державного центру зайнятості та юристом Центру соціальних і трудових досліджень. Викладає в Legal High School.
На громадських засадах надавав правову допомогу членам незалежної профспілки «Захист праці», Вільної профспілки залізничників України, Незалежної профспілки гірників України, Профспілки будівельників, а також надає безкоштовну юридичну допомогу з трудових питань окремим громадянам, у рамках діяльності ГО «Соціальний рух».
Був членом громадської організації «Ліва опозиція», брав участь у Революції гідності. Під час Маршу рівності 2015 року був серед постраждалих від нападників. У 2016 році став одним зі співзасновників та головою ради лівої громадської організації «Соціальний рух» та перебував на цій посаді до 2024 року.
У 2019 році брав участь у виборах до Верховної Ради України як самовисуванець за виборчим округом 31 Кривого Рогу. Підтримку йому висловили депутати британського парламенту від Лейбористської партії.
2021 року подав заяву до Державного бюро розслідувань на поліціянтів, які 19 січня 2021 року затримали учасників акції пам'яті Станіслава Маркелова і Анастасії Бабурової.

## Публікації
- Статті Віталія Дудіна на Політичній критиці;
- Статті Віталія Дудіна в журналі Спільне;
- Статті Віталія Дудіна на openDemocracy.